# Acosma stanleyi
Acosma stanleyi is een vlinder uit de familie houtboorders (Cossidae). De wetenschappelijke naam van deze soort werd voor het eerst gepubliceerd in 2019 door Roman Viktorovitsj Jakovlev.
De soort komt voor in Congo-Kinshasa (Orientale).